# Iraklis de Tesalónica
El GS Iraklis Thessaloniki (en griego: Ηρακλής 1908) es un club de fútbol griego de la ciudad de Salónica, fundado en 1908. Juega en la Segunda Superliga de Grecia.

## Historia

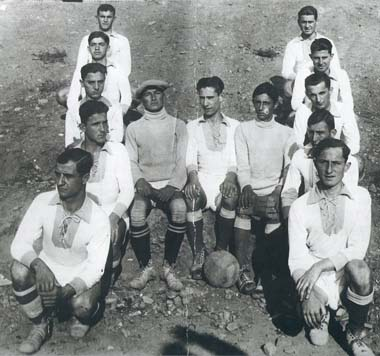
Iraklis de la temporada 1930–31.

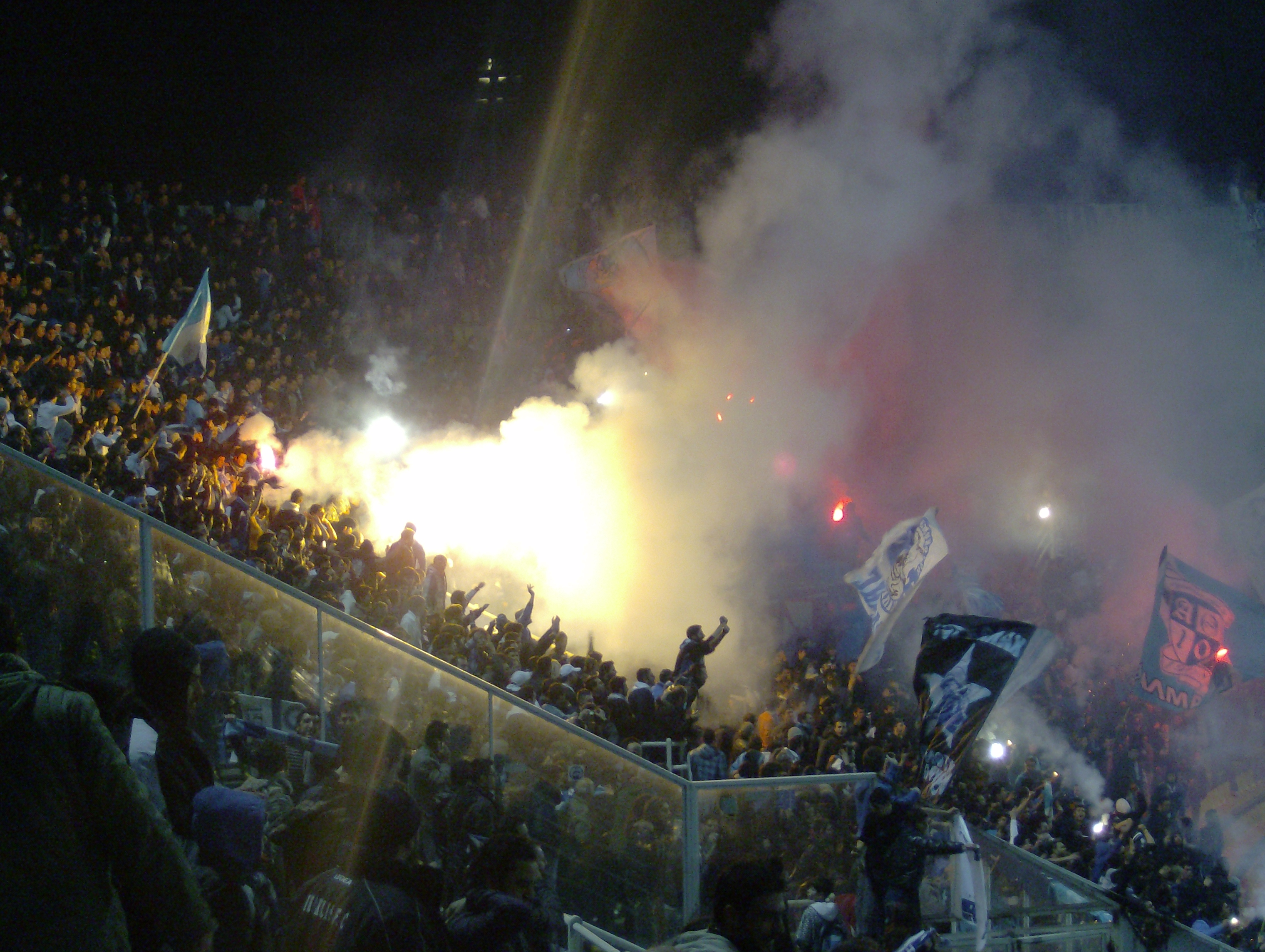
Aficionados del Iraklis en el Kaftanzoglio.

### Inicios
Se fundó en 1899 como el Iraklis Thessaloniki Club Gimnástico.  El club debe su nombre al héroe y semidiós griego Heracles (Ἡρακλῆς).  Se constituyó en un principio no como un club de atletismo sino como un club para dedicarse a la literatura y la música. En 1903, sin embargo, los miembros del club decidieron incluir actividades deportivas, se construyó un gimnasio y se crearon equipos de natación y ciclismo. En ese tiempo el fútbol era un deporte emergente cuya popularidad aumentaba velozmente, así que se decidió fundar un club de fútbol también. El primer partido oficial se jugó el 23 de abril de 1905.
El club pronto se encontró con problemas financieros. En 1908, los “Amigos de las Artes” se fusionaron con el Club Olimpia, y dieron lugar al Iraklis. El 29 de noviembre de 1908, se promulgó el primer artículo de los estatutos del club. Se eligieron sus colores, el azul y blanco, los mismos que aparecen en la bandera griega. El nombre completo de la entidad era "Club Otomano Helénica - Iraklis Thessaloniki" (en ese momento, la ciudad de Salónica estaba bajo la dominación otomana, por lo que el club se vio obligado a incluir el adjetivo otomano en su nombre). La denominación se abandonó inmediatamente después de la liberación de la ciudad en 1913.

### Periodo 1919-1960
Durante el primer campeonato de liga griega tras la Primera Guerra Mundial, el Iraklis se consideraba un modelo de equipo. Como en años anteriores, el club mantiene su condición en la parte alta de la recién formada Liga, ganándola en 1923. También en 1923, el Iraklis creó sus primeros equipos de fútbol base. Todos los campeonatos de fútbol en Grecia se suspendieron entre 1941-1945, durante la ocupación alemana. También se suspendió el campeonato de 1947-1949 debido a la guerra civil griega. Tras la guerra, el club siguió compitiendo con el Aris de Salónica por el campeonato de Salónica, que daba al ganador el derecho a participar en el campeonato griego. El Iraklis jugó en 1947 la final de la Copa de Grecia, que perdió 5-0 ante el equipo griego dominante de la época, Olympiakos. En la década de los 50, el equipo consolidó su posición entre los mejores equipos de Grecia junto con Olympiakos, Panathinaikos, PAOK, AEK, y Aris. No obstante, el club tenía que luchar con los problemas financieros de una penosa economía griega. Salónica, donde había muchos refugiados de la guerra entre Turquía y Grecia de 1919-1922, fue particularmente dañada por la recesión económica. Lo más destacado de la década fue en 1957, cuando jugó la final de la Copa de Grecia, en la que una vez más Iraklis fue derrotado por Olympiakos, 2-0.

### Posguerra Civil
En la década de los 60, se adoptó el actual formato del campeonato griego. El Iraklis fue en el inicio de la década uno de los más consistentes en la liga. Sin embargo, el club se esforzó por mantener una sólida posición financiera y dejó un poco de lado la planificación, por lo que se hizo menos competitivo para la lucha por el título de campeón. La organización se enfrenta a otro revés cuando el estado se queda con el estadio para ampliar la Universidad Aristóteles de Salónica. El club juega en el Estadio Caftansóglio desde entonces.
La década de los 70 fue sin duda la mejor de la historia para el club. Se formó una sólida plantilla, con varios jugadores jóvenes de las bases como Fanaras, Nikoloudis, Zafiridis, Gesios, Papaioannou y Haliabalias. El club fichó a Vassilis Hatzipanagis, jugador soviético pero de ascendencia griega y que más tarde fue votado como el mejor jugador de fútbol en la historia de la liga griega. Su llegada tuvo un efecto inmediato y fue decisivo en la final de copa participando en los 4 goles del Iraklis al Olympiakos (4-4 al final del partido, ganó 6-5 en los penaltis).
La década de los 80 se inició con un escándalo en el Iraklis. Pellios, un jugador de los rivales locales del PAOK, acusó a un miembro de la junta del Iraklis de tratar de sobornarlo antes de la vuelta de la semifinal de Copa de 1980. El incidente fue muy controvertido, sobre todo porque el Iraklis ganó la ida fuera de casa por 1-0. A pesar de los progresos del equipo en 1980 perdieron la final de la copa, y aunque acabaron en el 8.º puesto, el equipo fue degradado por la federación griega de fútbol a la segunda división por primera y única vez en su 100 años de historia. El Iraklis regresó inmediatamente a Primera división después de una magnífica temporada en la que el equipo rompió todos los registros de victorias en casa y fuera y de goles marcados. En la temporada 1983-84 el Iraklis alcanzó su mejor posición de la liga hasta la fecha, finalizando en el tercer lugar. En 1985 el equipo ganó la Copa de los Balcanes con una victoria total (5-4 ) contra el FC Argeş Piteşti. 15000 aficionados viajaron desde Atenas para apoyar al equipo en 1987 en la final de la copa, considerado el mayor desplazamiento de seguidores de la liga griega, por desgracia vieron perder a su equipo 3-1 en la tanda de penaltis (1-1 al final de los 90 minutos) contra el OFI Crete.
La década de los 90 se caracterizó por un período de la reconstrucción para el club y los jugadores. La retirada de Hatzipanagis en 1990 tuvo un impacto negativo en el equipo. Los seguidores comenzaron a pedir un cambio en la gestión del club, el presidente Petros Theodoridis comenzó a vender la mayor parte los jugadores estrella (Christos Kostis, Giorgos Anatolakis, Savvas Kofidis etc.) El Iraklis jugó en 1990 contra el Valencia FC en la Copa UEFA, siendo eliminado en Mestalla.

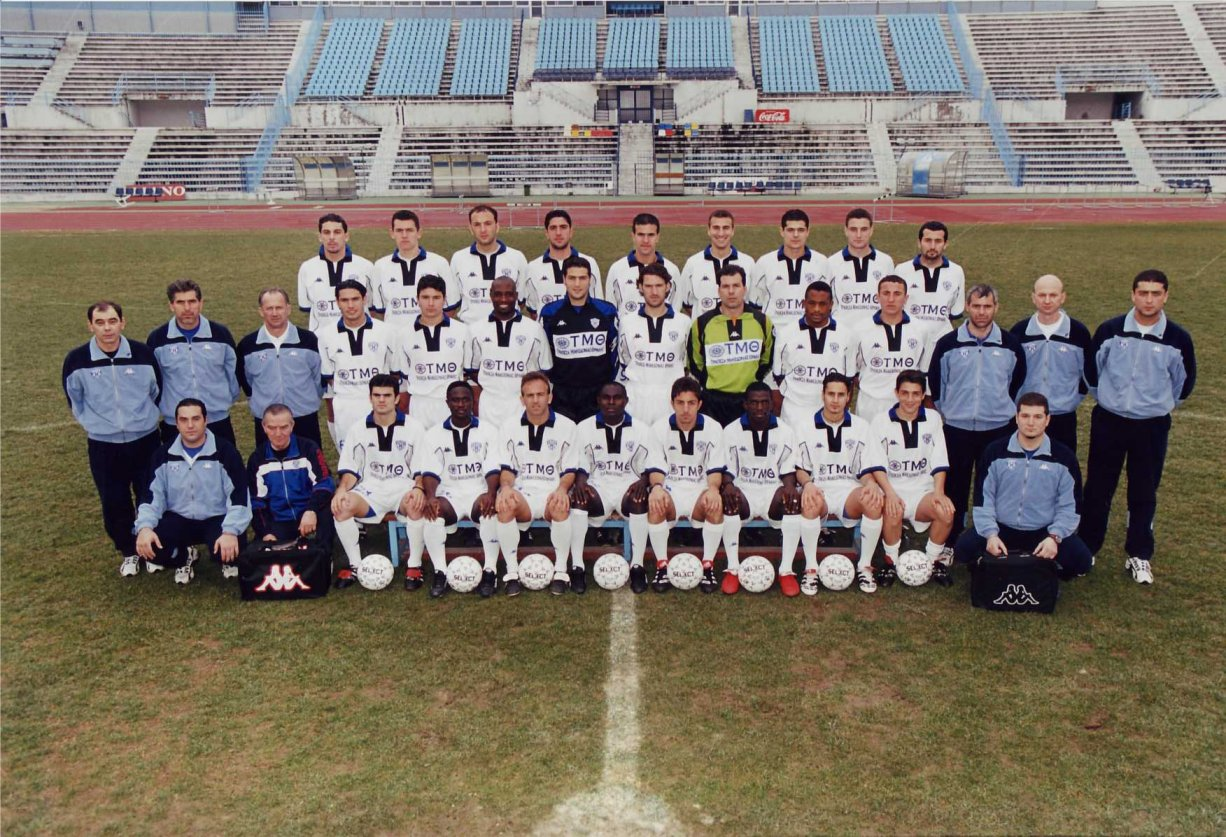
Iraklis de la temporada 1999-2000.

El equipo fue vendido en 2000 al destacado hombre de negocios griego Evangelos Mytilineos por casi 3 millones de dólares. El primer paso del nuevo presidente del club fue la sorprendente venta del altamente valorado delantero Michalis Konstantinou al Panathinaikos. Se contrató al entrenador Giannis Kyrastas considerado el mejor de Grecia, que solo estuvo en el cargo una muy decepcionante temporada. Angelos Anastasiadis fue nombrado nuevo entrenador, y pese a que se le consideraba un hombre muy controvertido consiguió clasificar al equipo dos veces para la Copa de la UEFA. En 2004, Mytilineos anunció su deseo de abandonar el equipo y vendió el equipo a Giorgos Spanoudakis, por la cantidad simbólica de un dólar. Spanoudakis inició una serie de infructuosas medidas que condujeron al equipo cerca de la quiebra. Más tarde trató de deshacerse del club y lo vendió a un desconocido hombre de negocios llamado Dimitris Houlis. Cinco meses después, la Federación anuló la transferencia.
En 2004, Savvas Kofidis, famoso como jugador del equipo en los años 80, fue elegido presidente. En la temporada 2005-06 llevó al equipo a un aclamado cuarto puesto, jugando un gran fútbol, pero generando unas deudas de casi 8 millones de dólares con jugadores, entrenadores, y el estado. Spanoudakis comenzó la temporada 2006/07 tratando de solucionar la crisis financiera mediante la venta de Joel Epalle y Panagiotis Lagos, que fueron fundamentales en el éxito del año anterior. El año siguiente Kofidis renunció como presidente de un equipo debilitado considerablemente después de perder siete partidos y empatar dos de sus primeros nueve encuentros en la Superliga Griega y además, fue eliminado de la Copa de la UEFA por el Wisla Krakow. La temporada 2006-07 terminó salvando la categoría en la última jornada ante el Skoda Xanthi.
El 13 de julio de 2007 Spanoudakis finalmente renunció y el equipo pasó a manos de un consorcio de empresarios locales encabezado por el cantante griego Antonis Remos. Los nuevos propietarios están tratando de estabilizar el apartado financiero y ya han pagado las deudas a Giuseppe Signori (casi 1 millón de dólares) y al resto de jugadores y prestamistas del pasado.
En 2017 fue descendido a tercera división por sus deudas, aunque al finalizar la temporada 2017/18 ha quedado primero de su grupo.

## Estadio

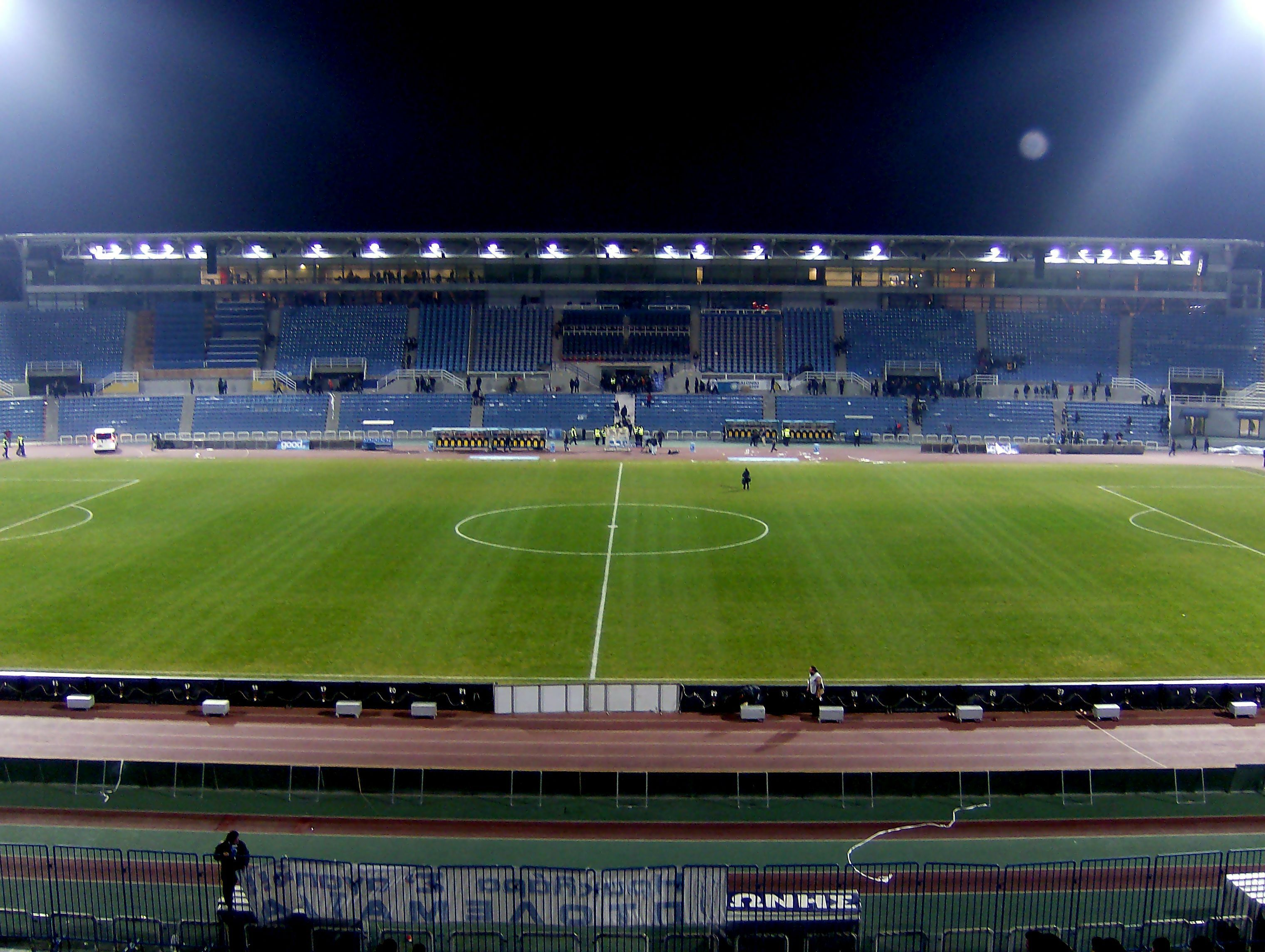
El Kaftanzoglio Stadium

El Iraklis FC juega todos sus partidos en el Estadio Kaftansóglio desde 1961. Sin embargo está prevista la construcción de un nuevo estadio con capacidad para 27770 espectadores.

## Palmarés

### Torneos nacionales
- Copa de Grecia (1): 1976
- Campeonato de la Unión de Macedonia (5): 1926–27, 1938–39, 1939–40, 1950–51, 1951–52
- Liga de fútbol de Grecia (1): 1983-84 (Tercero)
- Gamma Ethniki (1): 2017-18

### Torneos internacionales
- Copa de los Balcanes (1): 1985 (No oficial)

## Participación en competiciones de la UEFA
| Temporada | Torneo                 | Ronda            | Club                | Casa      | Visita    |
| --------- | ---------------------- | ---------------- | ------------------- | --------- | --------- |
| 1961–62   | Inter-Cities Fairs Cup | 2                | Novi Sad            | 2–1       | 1–9       |
|           |                        |                  |                     |           |           |
| 1963–64   | Inter-Cities Fairs Cup | 1                | Real Zaragoza       | 0–3       | 1–6       |
|           |                        |                  |                     |           |           |
| 1976–77   | UEFA Cup Winners' Cup  | 1                | APOEL               | 0–0       | 0–2       |
|           |                        |                  |                     |           |           |
| 1989–90   | UEFA Cup               | 1                | FC Sion             | 1–0       | 0–2       |
|           |                        |                  |                     |           |           |
| 1990–91   | UEFA Cup               | 1                | Valencia            | 0–0       | 0–2 (aet) |
|           |                        |                  |                     |           |           |
| 1993      | UEFA Intertoto Cup     | Grupo 8          | Dinamo Dresde       | 1–1       |           |
| 1993      | UEFA Intertoto Cup     | Grupo 8          | Wiener              |           | 2–4       |
| 1993      | UEFA Intertoto Cup     | Grupo 8          | Aarau               | 0–1       |           |
| 1993      | UEFA Intertoto Cup     | Grupo 8          | Beitar Jerusalem    |           | 2–1       |
|           |                        |                  |                     |           |           |
| 1995      | UEFA Intertoto Cup     | Grupo 12         | Vorwärts            |           | 0–3       |
| 1995      | UEFA Intertoto Cup     | Grupo 12         | Spartak Plovdiv     | 0–0       |           |
| 1995      | UEFA Intertoto Cup     | Grupo 12         | Eintracht Frankfurt |           | 1–5       |
| 1995      | UEFA Intertoto Cup     | Grupo 12         | Panerys Vilnius     | 3–1       |           |
|           |                        |                  |                     |           |           |
| 1996–97   | UEFA Cup               | Clasificatoria 2 | APOEL               | 0–1       | 1–2       |
|           |                        |                  |                     |           |           |
| 1997      | UEFA Intertoto Cup     | Grupo 12         | Ried                |           | 1–3       |
| 1997      | UEFA Intertoto Cup     | Grupo 12         | FC Merani Tbilisi   | 2–0       |           |
| 1997      | UEFA Intertoto Cup     | Grupo 12         | Torpedo Moscow      |           | 1–4       |
| 1997      | UEFA Intertoto Cup     | Grupo 12         | Floriana            | 1–0       |           |
|           |                        |                  |                     |           |           |
| 1998      | UEFA Intertoto Cup     | 2                | Naţional Bucureşti  | 3–1       | 0–3       |
|           |                        |                  |                     |           |           |
| 2000–01   | UEFA Cup               | 1                | Gueugnon            | 1–0       | 0–0       |
| 2000–01   | UEFA Cup               | 2                | Kaiserslautern      | 1–3       | 3–2       |
|           |                        |                  |                     |           |           |
| 2002–03   | UEFA Cup               | 1                | Anorthosis          | 4–2 (a)   | 1–3       |
|           |                        |                  |                     |           |           |
| 2006–07   | UEFA Cup               | 1                | Wisła Kraków        | 0–2 (aet) | 1–0       |

### Récord Europeo
| Torneo                 | J  | G  | E | P  | GF | GC |
| ---------------------- | -- | -- | - | -- | -- | -- |
| UEFA Champions League  | 0  | 0  | 0 | 0  | 0  | 0  |
| UEFA Cup Winners' Cup  | 2  | 0  | 1 | 1  | 0  | 2  |
| UEFA Cup               | 14 | 5  | 2 | 7  | 13 | 19 |
| Inter-Cities Fairs Cup | 4  | 1  | 0 | 3  | 4  | 19 |
| UEFA Intertoto Cup     | 12 | 4  | 2 | 6  | 14 | 23 |
| Total                  | 32 | 10 | 5 | 17 | 31 | 63 |